# Naapajärvi
Naapajärvi är en sjö i Finland. Den ligger i kommunen Enontekis i landskapet Lappland, i den norra delen av landet, 900 km norr om huvudstaden Helsingfors. Naapajärvi ligger 418,4 meter över havet. Arean är 35,5 hektar och strandlinjen är 4,58 kilometer lång. Sjön  ingår i Kemi älvs huvudavrinningsområde.   Omgivningarna runt Naapajärvi är i huvudsak ett öppet busklandskap.